# Jorien Renkema
Jorien Reina Renkema (Hardenberg, 9 november 1990) is een Nederlandse radio-dj.

## Carrière

### Drenthe
Renkema studeerde van 2009 tot 2013 Journalistiek aan het Windesheim. In 2010 werd Renkema ontdekt in een talentenjacht van RTV Emmen waarna ze samen met Gerald van Gelder het programma Van Gelder en Renkema presenteerde, ook presenteert ze tijdens evenementen. Een jaar later werd ze genomineerd in de categorie presentatietalent bij de Lokale Omroep Awards van de Organisatie van Lokale Omroepen in Nederland. Sinds 2013 was ze de vaste invalster voor Anouk Middel voor het programma Anouk in de middag op RTV Drenthe.

### NPO 3FM
In 2014 begon Renkema aan de 3FM Radio-DJ School (later NPO Campus) en presenteerde op NPO 3FM eenmaal per week het nachtprogramma Jorien van AVROTROS, vanaf mei 2016 presenteert ze het dagelijks. Sinds 2 september 2017 was Renkema de nieuwe presentator van de Mega Top 50 op NPO 3FM. Tevens was ze de vaste vervanger van Michiel Veenstra. Sinds 15 oktober 2018 doet ze het programma Jorien. Sinds april 2020 heeft Renkema een nieuw programma genaamd Zin in!, dat in februari 2021 hernoemd werd naar Het Betere Werk.
Renkema nam in 2021 voor het eerst zitting in het Glazen Huis tijdens 3FM Serious Request. In navolging van de Russische invasie van Oekraïne in 2022 presenteerde ze in maart 2022 tijdens een geldinzamelingsactie van Giro 555. In 2023 presenteerde ze, samen met Rob Janssen, het RadioGala.

### Qmusic
Op 5 januari 2024 werd bekend dat Renkema de overstap zou maken naar Qmusic. Hier maakt ze sinds 2 maart op de vroege zaterdag- en zondagochtend tussen 07.00 en 09.00 uur haar eigen radioprogramma.

### Joe
In juni en juli 2024 nam zij op Joe de vakanties van Kai Merckx en Kimberley Dekker over. Voor Kai Merckx presenteerde zij hiertoe in juni 2024 drie weken lang vier keer per week zijn middagshow. Hierbij nam ze in deze weken ook de Alphabattle van hem over. De enige twee dagen die ze niet overnam waren 19 en 20 juni. Deze twee dagen werd zij vervangen door Timur Perlin vanwege tv-opnames en in juli 2024 presenteerde ze voor Kimberley Dekker gedurende drie weken 5x per week de uren tussen 13:00 en 16:00 uur. Vanaf 26 september t/m 17 oktober 2024 nam ze opnieuw drie weken de middagshow van Kai Mercks over, omdat hij voor de tweede keer vader werd(zijn tweede zoon Siem werd in de nacht van 25 op 26 september geboren) en daarom drie weken bij zijn vrouw wilde zijn. In deze drie weken speelde zij niet alleen voor hem de Alphabattle, maar ze reikte ook de krantenabonnementen voor hem uit. Hiervoor speelde zij voor hem het nieuwsspel waarmee deze konden worden gewonnen. 
In juli 2025 nam zij alleen de vakantie van Kai Merckx over door net als in juli 2024 drie weken lang 4x per week zijn middagshow te presenteren en daarbij ook de Alphabattle voor hem te spelen. De vakantie van Kimberly Dekker werd dat jaar overgenomen door Chantal Hutten omdat deze grotendeels overlapte met de vakantie van Kai en Jorien niet twee programma's na elkaar kon presenteren. Ook de meivakantie van 2025 van Kai Merckx nam zij niet over. Deze werd net als 19 en 20 juni 2024 overgenomen door Timur Perlin die in de week van 28 april t/m 1 mei zijn show presenteerde in de uren van Kai Merckx en daarbij ook de Alphabattle speelde. 

## Privéleven
Renkema woont samen met haar vriend en hebben samen een dochter.